# Franz Weidenfeld
Franz Weidenfeld (* 18. September 1829 in Bickhausen; † 4. Dezember 1900 in Glehn) war ein deutscher Rittergutsbesitzer und Mitglied des Deutschen Reichstags.

## Leben
Weidenfeld besuchte die Bürgerschule in Malmedy und erbte das Domänengut Bieckhausen, das sein Vater von dessen Schwiegervater Arnold Froitzheim. erhalten hatte. Weiter war er Besitzer des Ritterguts Birkhof bei Neuss, das sich heute noch im Familienbesitz befindet. 1867 ließ er das klösterliche Krankenhaus in Glehn bauen.
Von 1888 bis 1899 war er Mitglied des Kreisausschusses und Provinzial-Landtages.
Von 1893 bis 1898 war er Mitglied des Deutschen Reichstags für den Wahlkreis Regierungsbezirk Düsseldorf 12 Neuss, Grevenbroich und die Deutsche Zentrumspartei.